# Lanny Wadkins
Lanny Wadkins, född 5 december 1949 i Richmond i Virginia, är en amerikansk golfspelare.
Wadkins studerade på Wake Forest University. Han vann förutom tre delstatssegrar för amatörer även US Amateur Championship 1970 och han deltog i Walker Cup 1969 och 1971. Han blev professionell 1971 och efter det följde en rad segrar på PGA-touren och hans 21:a och sista PGA-seger kom i Canon Greater Hartford Open 1992. Hans största seger kom 1977 i majortävlingen PGA Championship.
Han spelade för det amerikanska laget i Ryder Cup åtta gånger (1977, 1979, 1983, 1985, 1987, 1989, 1991 och 1993) vilket 2004 tillsammans med Raymond Floyd var rekord över flest Ryder Cup-tävlingar för en amerikansk spelare. (Nick Faldo har spelat elva gånger för Europa.) 1995 var han kapten för laget.
Från 2000 spelar Wadkins på Champions Tour och det året vann han ACE Group Classic vilket 2005 är hans hittills enda seger på den touren. Han delar sin tid på Champions Tour med att arbeta för CBS Sports.

## Meriter

### Majorsegrar
- 1977 PGA Championship

### PGA-segrar
- 1972 Sahara Invitational
- 1973 Byron Nelson Golf Classic,  USI Classic
- 1977  World Series of Golf
- 1979 Glen Campbell-Los Angeles Open,  Tournament Players Championship
- 1982 Phoenix Open,  MONY Tournament of Champions,  Buick Open
- 1983 Greater Greensboro Open,  MONY Tournament of Champions
- 1985 Bob Hope Classic,  Los Angeles Open,  Walt Disney World/Oldsmobile Classic
- 1987 Doral-Ryder Open
- 1988 Hawaiian Open,  Colonial National Invitation
- 1990 Anheuser-Busch Golf Classic
- 1991 United Hawaiian Open
- 1992 Canon Greater Hartford Open

### Segrar på Champions Tour
- 2000 ACE Group Classic

### Övriga segrar
- 1968 Southern Amateur
- 1970 U.S. Amateur, Southern Amateur
- 1978 Victorian PGA Championship, Canadian PGA Championship
- 1979 Bridgestone Open
- 1980 PGA Grand Slam of Golf
- 1984 World Nissan Championship
- 1990 Fred Meyer Challenge (med Bobby Wadkins)